# Орначос
Орначос (ісп. Hornachos) — муніципалітет в Іспанії, у складі автономної спільноти Естремадура, у провінції Бадахос. Населення — 3875 осіб (2010).
Муніципалітет розташований на відстані близько 290 км на південний захід від Мадрида, 85 км на південний схід від Бадахоса.

## Демографія
Динаміка населення (INE ):

## Галерея зображень

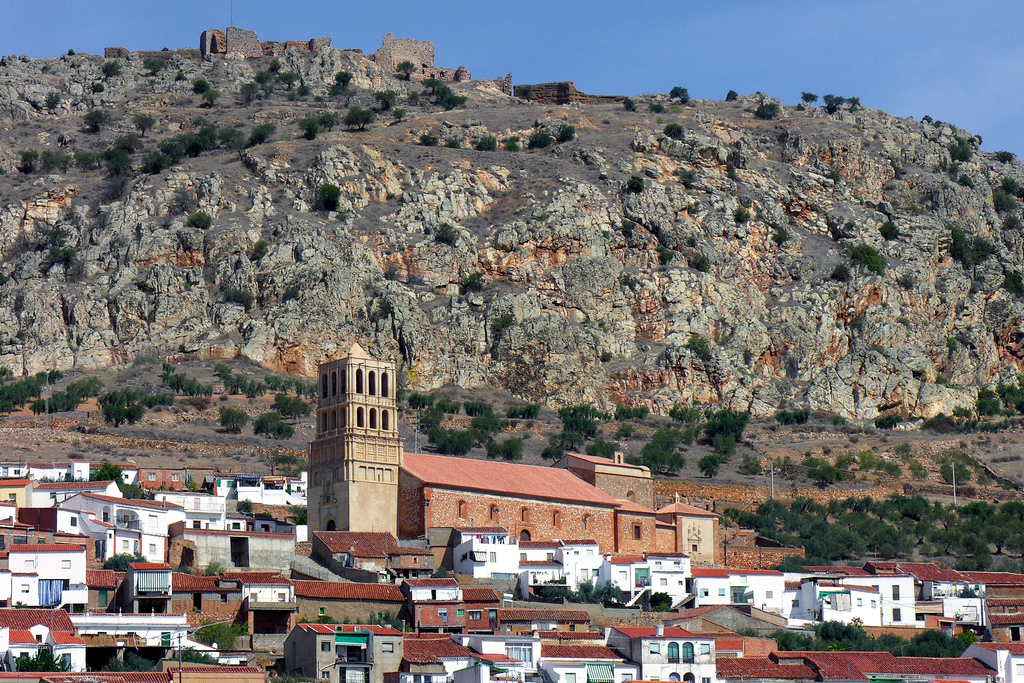
Орначос